# Nordstern
Pour l’article homonyme, voir Nordstern.
Le Nordstern est un ancien remorqueur à vapeur de 1901 qui sert désormais de navire à passagers. Basé à Brandebourg-sur-la-Havel, il fait partie de la flotte de la Reederei Nordstern, compagnie maritime qui portait son nom jusqu'en 2017. En tant que navire musée, il est ancré dans le port historique de l' Historischer Hafen Brandenburg a. d. Havel e. V. (HHB) qui possède le remorqueur de 1910, Luise et le bateau à vapeur Lina-Marie.
Il est classé monument historique  en Brandebourg.

## Historique
Le Nordstern a été construit en 1902 dans le chantier naval Gebr.Wiemann à Brandebourg-sur-la-Havel. Il a été conçu comme un remorqueur et aussi pour le transport de passagers. Contrairement aux autres remorqueurs à vapeur, il était peint en blanc et doté d'un pont lisse. Lors des opérations de remorquage sur le Havel et ses bras latéraux, il tirait jusqu'à six barges. 

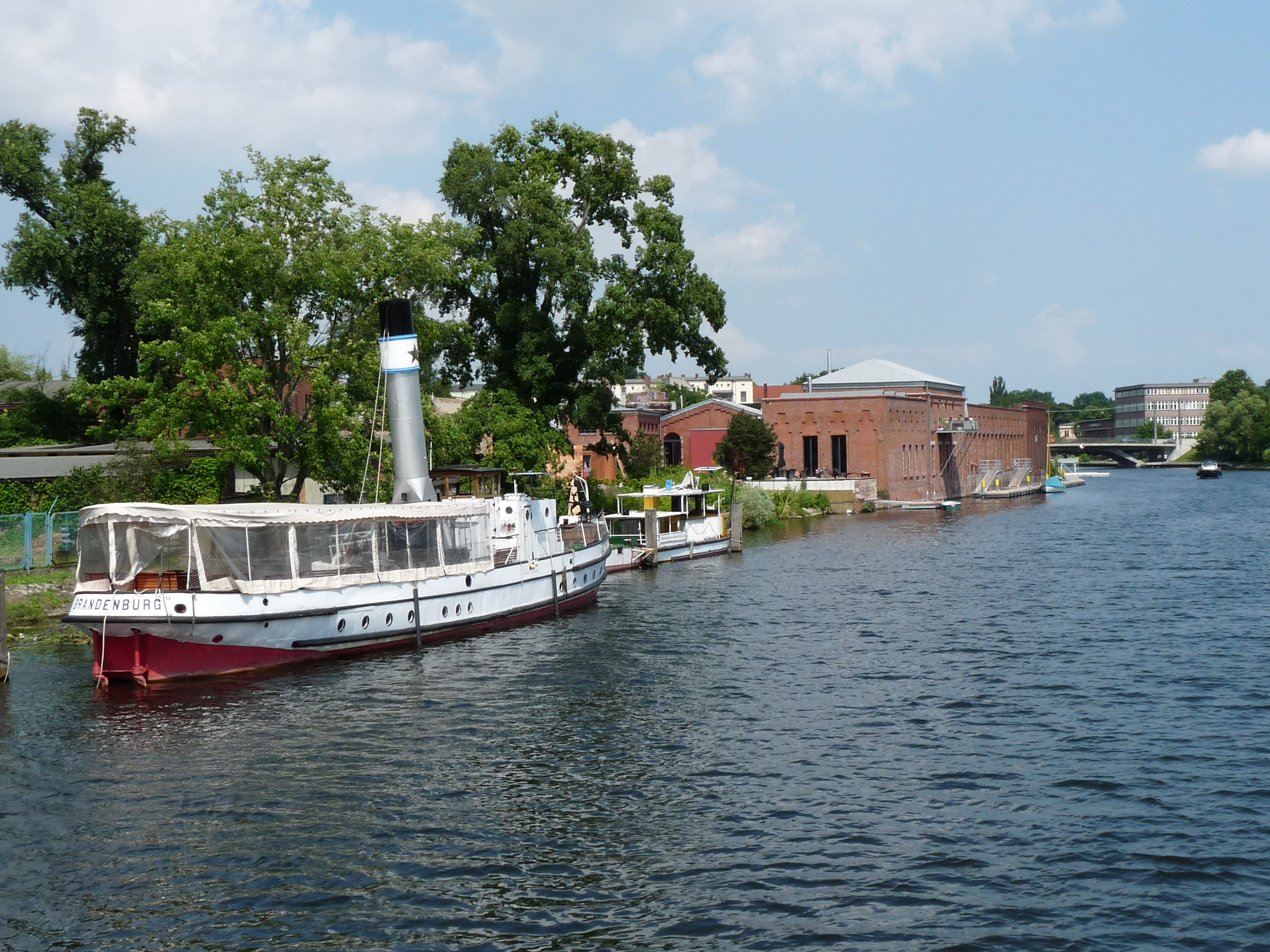
Nordstern en 2013

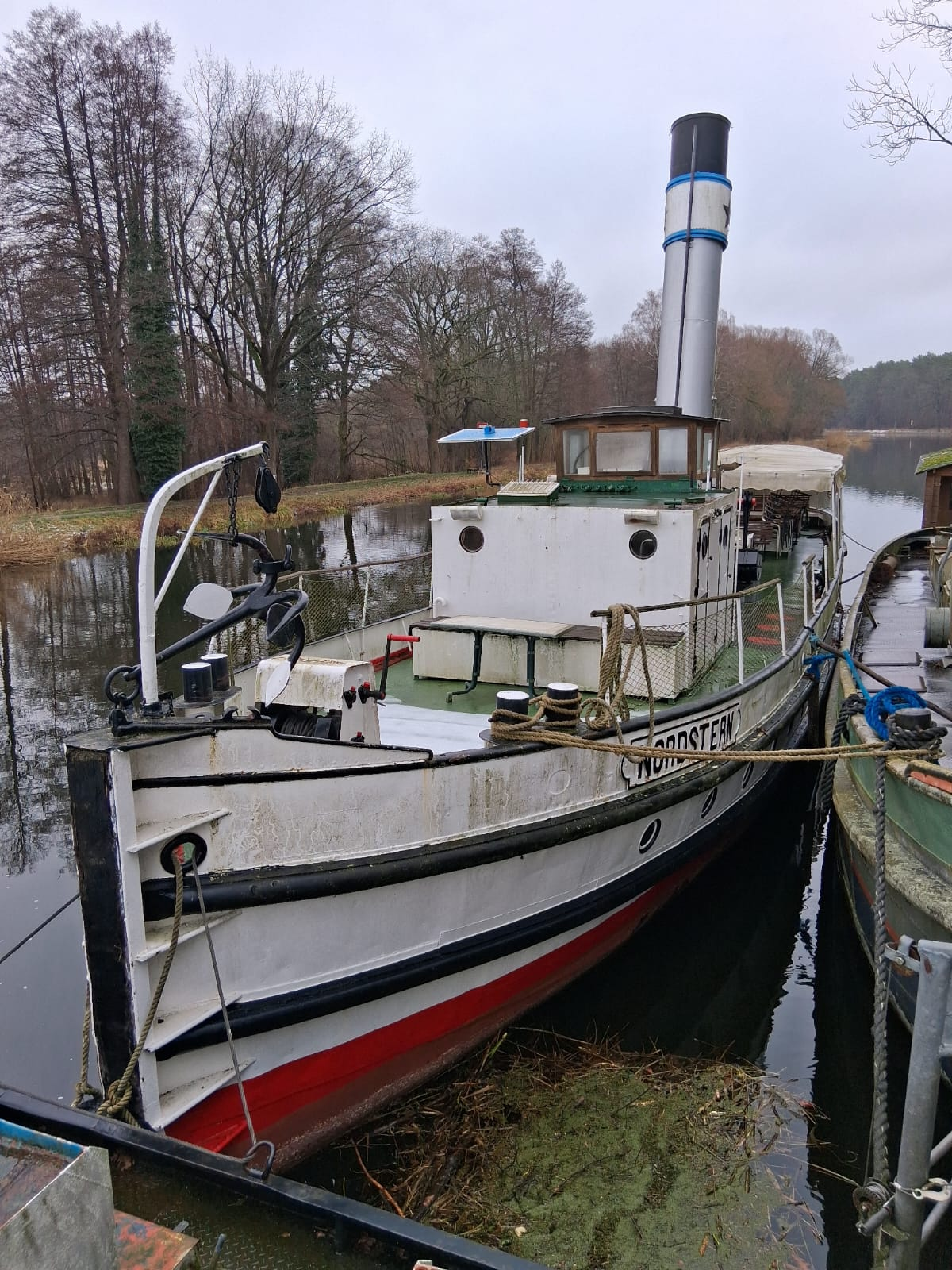
Remorqueur à vapeur Nordstern au chantier naval Malz Janvier 2025

En 1910, Adolf Sutor a acheté le navire. Il fut d'abord utilisé pour transporter des briques cuites de Beetzsee à Charlottenburg pendant la semaine. Le dimanche, il était sur Berlin pour le compte de la Stern und Kreisschiffahrt (de) en tant que navire à passagers. Le Nordstern avait été approuvé pour 264 personnes à ce moment-là.
En 1937, le fils d'Adolf Sutor, Otto, a repris le navire pour la coopérative de remorqueurs Unterhavel. Le Nordstern a été reconstruit. La puissance de remorquage du bateau à vapeur a été augmentée et son port d'attache était Briest. En conséquence, le Nordstern a également été utilisé sur l'Elbe au-delà de Hambourg. En tant que navire de parade il se rendit au nouvel ascenseur à bateaux de Rothensee (de) pour ouvrir le Mittellandkanal en 1938 en tant que premier bateau à vapeur à vis avec deux remorques. Pendant la Seconde Guerre mondiale, les pompes à vapeur du Nordstern, moins sujettes aux pannes, ont été utilisées pour pomper les barges. En 1942, une luftmine à Spandau détruisit le pont supérieur avec la timonerie et la cheminée.
Après la Seconde Guerre mondiale, Brandebourg-sur-la-Havel redevint le port d'attache du navire. Après son retrait de service, Otto Sutor loua le Nordstern. En plus d'être utilisé comme remorqueur pousseur, il était également parfois utilisé comme brise-glace. En 1967, le système de chaudière a été reconstruit, augmentant la puissance de 275 à 303 cv.

### Préservation
À la fin des années 1970, le navire à vapeur était menacé de mise au rebut. Dans cette situation, Lothar Bischoff a acquis le Nordstern en 1979 pour le sauver de la démolition. Une révision générale des machines a suivi. Le Nordstern rénové est conduit à Bad Schandau et au 750e anniversaire à Oderberg. Il fit partie de l'exposition du musée de la ville de Brandebourg en 1982/83. Dans les années suivantes, jusqu'en 1990, il a été utilisé comme remorqueur ou propulseur.

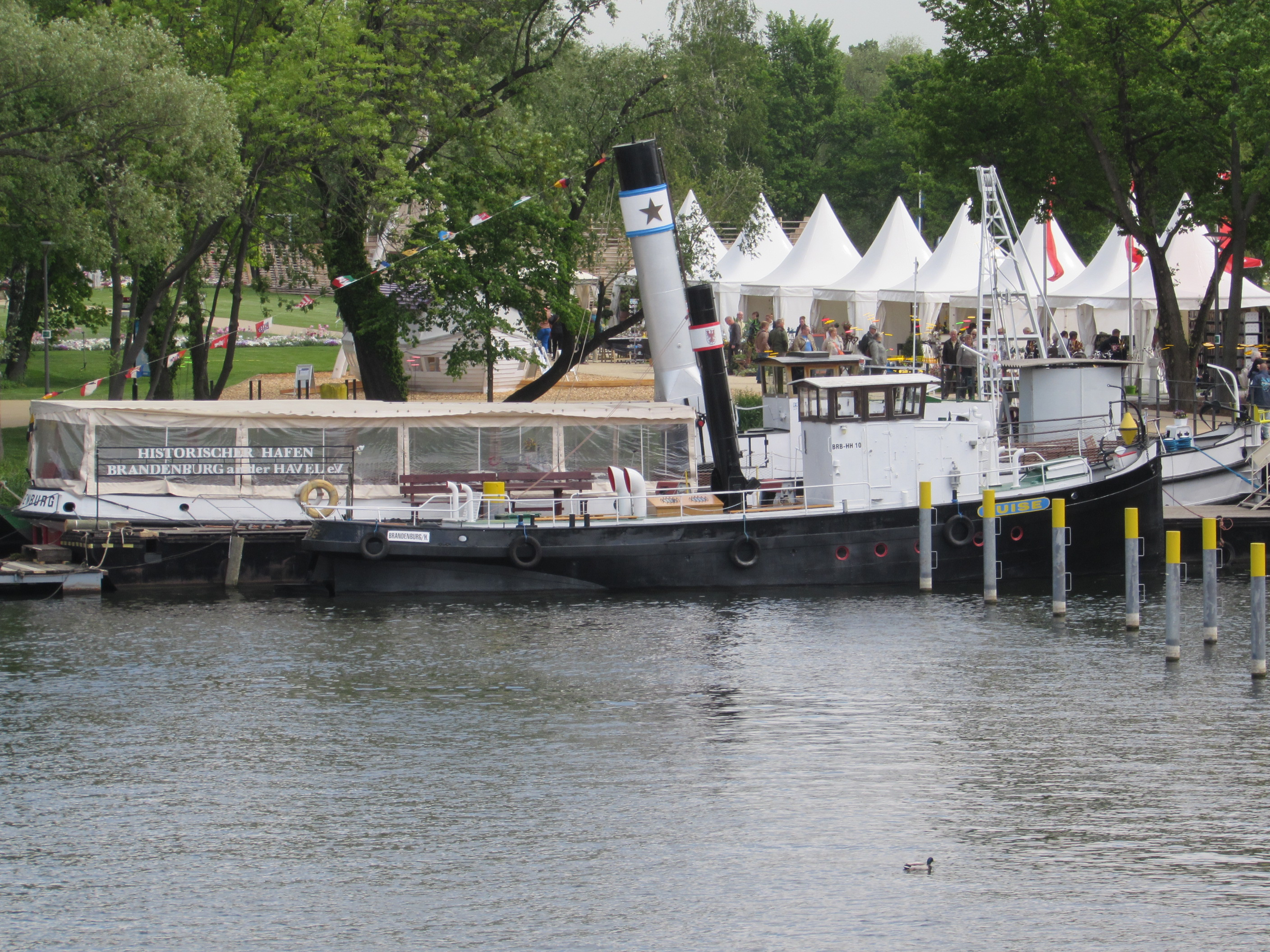
Les remorqueurs à vapeur Nordstern (en arrière-plan) et Luise (au premier plan) au Bundesgartenschau 2015

Après le changement politique, le Nordstern est retourné à Hambourg pour la première fois en mai 1990 pour l'anniversaire du port. En conséquence, il a été affrété par Stern und Kreisschiffahrt à Berlin comme bateau à vapeur d'excursion. Depuis 1991, il est le fleuron de la Nordstern Reederei. En 1994, il a été rénové au chantier naval de Havelberg et la machine à vapeur a été révisée à Hambourg. Depuis la rénovation, il a été approuvé pour 50 passagers. 
Pour le Bundesgartenschau 2015, le Nordstern est amarré à côté du Luise en tant que remorqueur à vapeur dans le port historique de la zone d'exposition du jardin Packhof à Brandenbourg. 
Lorsque le Nordstern Reederei a été vendu, il n'a pas été repris par le nouveau propriétaire, mais a été acquis par un propriétaire inconnu.